# Aphelandra goodspeedii
Aphelandra goodspeedii é uma espécie de planta do gênero Aphelandra.  

## Taxonomia
A espécie foi descrita em 1948 por Fred Alexander Barkley e Paul Carpenter Standley. 